# Сражение у Рябой Могилы
Сражение у Рябой Могилы — сражение, состоявшееся 17 (28) июня 1770 года в ходе русско-турецкой войны в районе кургана Рябая Могила. Русская армия численностью до 38 тысяч человек под руководством генерала П. А. Румянцева нанесла поражение превосходящим турецко-татарским силам (до 70 тысяч человек) под командованием хана Каплан-Гирея.

## Ход сражения
К маю 1770 года корпус генерала Н. В. Репнина понёс тяжёлые потери от эпидемии чумы и с трудом оборонялся у Рябой Могилы от окружившей его крымской конницы. Румянцев выступил на помощь Репнину и, после соединения, 17 июня начал бой.
Согласно реализованному плану Румянцева, русская армия была разделена на несколько отдельных отрядов, атаковавших войска Каплан-Гирея одновременно с нескольких сторон. Наступление Румянцева поставило крымско-турецкий лагерь под угрозу окружения и заставило хана отступить к реке Ларга, потеряв при этом 400 человек. Русская армия потеряла лишь 46 солдат.

## Значение сражения
Несмотря на незначительный масштаб самого сражения, оно стало известно из-за применённых Румянцевым тактических новинок (например — марш-манёвра своими силами в тыл и на фланги группировки противника), которые он успешно применял впоследствии в ходе эффектных побед при Ларге и Кагуле.
Румянцев впервые в ходе степных походов русской армии применил дивизионное (батальонное) каре: до этого русские полководцы (Б. К. Миних) использовали единое армейское каре. Для повышения мобильности Румянцев также прекратил использование заградительных рогаток, используя вместо них для прикрытия пехоты артиллерию.
В итоге этих нововведений боевой порядок стал более манёвренным, облегчая наступление.